# Ryōunkaku
Der Ryōunkaku (japanisch 凌雲閣; wörtlich: Wolkenüberragender Pavillon oder Wolkenüberragender Turm) war der erste Wolkenkratzer Japans im westlichen Stil. Er stand von 1890 bis zu seinem Abriss nach dem großen Kanto-Erdbeben von 1923 im Bezirk Asakusa der Stadt Tokio (heute Taitō, Präfektur Tokio). Der Asakusa Jūnikai (japanisch 浅草十二階, wörtlich: Asakusa Zwölf Stockwerke), wie er von den Einwohnern Tokios liebevoll genannt wurde, war die beliebteste Attraktion Tokios und ein Schaufenster für neue Technologien. Er beherbergte den ersten elektrischen Aufzug Japans. Der Turm wurde in seinem ersten Monat nach der Eröffnung im November 1890 von insgesamt 53.939 Menschen besucht.

## Geschichte
Der Ryōunkaku wurde nach seiner Eröffnung im Jahr 1890 schnell zu einem Wahrzeichen und Symbol von Asakusa. Er war ein wichtiger Freizeitkomplex für Besucher aus ganz Tokio. Als das Erdbeben in Tokio von 1894 die Struktur schwächte, wurde sie mit Stahlträgern verstärkt. Am 1. September 1923 zerstörte das große Kanto-Erdbeben den Turm oberhalb des achten Stockwerks, wodurch der gesamte Turm so stark beschädigt wurde, dass er am 23. September 1923 mit Sprengstoff abgerissen werden musste.
Auf dem ehemaligen Gelände des Ryōunkaku steht heute ein Supermarkt, an dessen Eingang ein historisches Schild angebracht ist. Im Jahr 2018 wurden bei einem nahegelegenen Bauprojekt die Ziegel des ursprünglichen Fundaments des Turms ausgegraben. Nach der Fertigstellung des Industriegebäudes wurde eine Reproduktion einer Abbildung des Ryōunkaku von 1890 des Ukiyo-e-Malers Utagawa Kunimasa IV an der Außenwand angebracht.

## Architektur und Technik

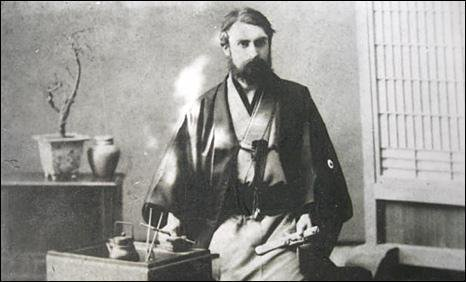
William Kinnimond Burton (vor 1899)

Der Ryōunkaku wurde von dem schottischen Ingenieur William Kinnimond Burton (1856–1899) in den späten 1880er Jahren entworfen, nicht lange nach seiner Ankunft in Japan. Es handelte sich um einen 68,58 Meter hohen achteckigen Turm aus roten Ziegeln über einem innenliegenden Holz-Rahmen im Renaissance-Stil. Die obersten zwei Stockwerke bestanden aus einer Holzkonstruktion. Alle zwölf Stockwerke waren elektrisch beleuchtet. Die beiden elektrischen Aufzüge wurden von Ichisuke Fujioka (1857–1918), einem der beiden Gründer von Toshiba, entworfen. Sie bedienten die erste bis achte Etage und konnten jeweils bis zu 10 Personen befördern. Aus Sicherheitsgründen wurden sie jedoch nach nur einem halben Jahr Betrieb wieder abgeschaltet.

## Bauliche Nutzung
Im zweiten bis siebten Stock des Ryōunkaku befanden sich 46 Geschäfte mit Waren aus aller Welt. In der achten Etage befand sich eine Lounge und in der neunten Etage wurden Kunstausstellungen veranstaltet. Die zehnte bis zwölfte Etage waren Aussichtsplattformen, von denen aus man ganz Tokio und an klaren Tagen den Fudschijama sehen konnte. Im Ryōunkaku fanden viele künstlerische und kulturelle Veranstaltungen statt, darunter Konzerte mit westlicher Musik, Geisha-Fotoausstellungen und Schönheitswettbewerbe. Ein bekanntes Geschäft war der Ort, an dem Holzblockdrucke für Sugoroku, ein beliebtes japanisches Brettspiel, hergestellt wurden.

## Ryōunkaku in der Literatur
Als der Ryōunkaku immer populärer wurde, erschien er in den Werken zeitgenössischer Autoren wie Tanizaki Jun’ichirō, Ishikawa Takuboku, Kitahara Hakushū und Kaneko Mitsuharu. Die Einweihung des Gebäudes wurde in dem bekanntesten Werk von Ogawa Kazumasa, Types of Japan, Celebrated Geysha of Tokyo in Collotype and From Photographic Negatives Taken by Him, veröffentlicht um 1892, festgehalten.

## Galerie

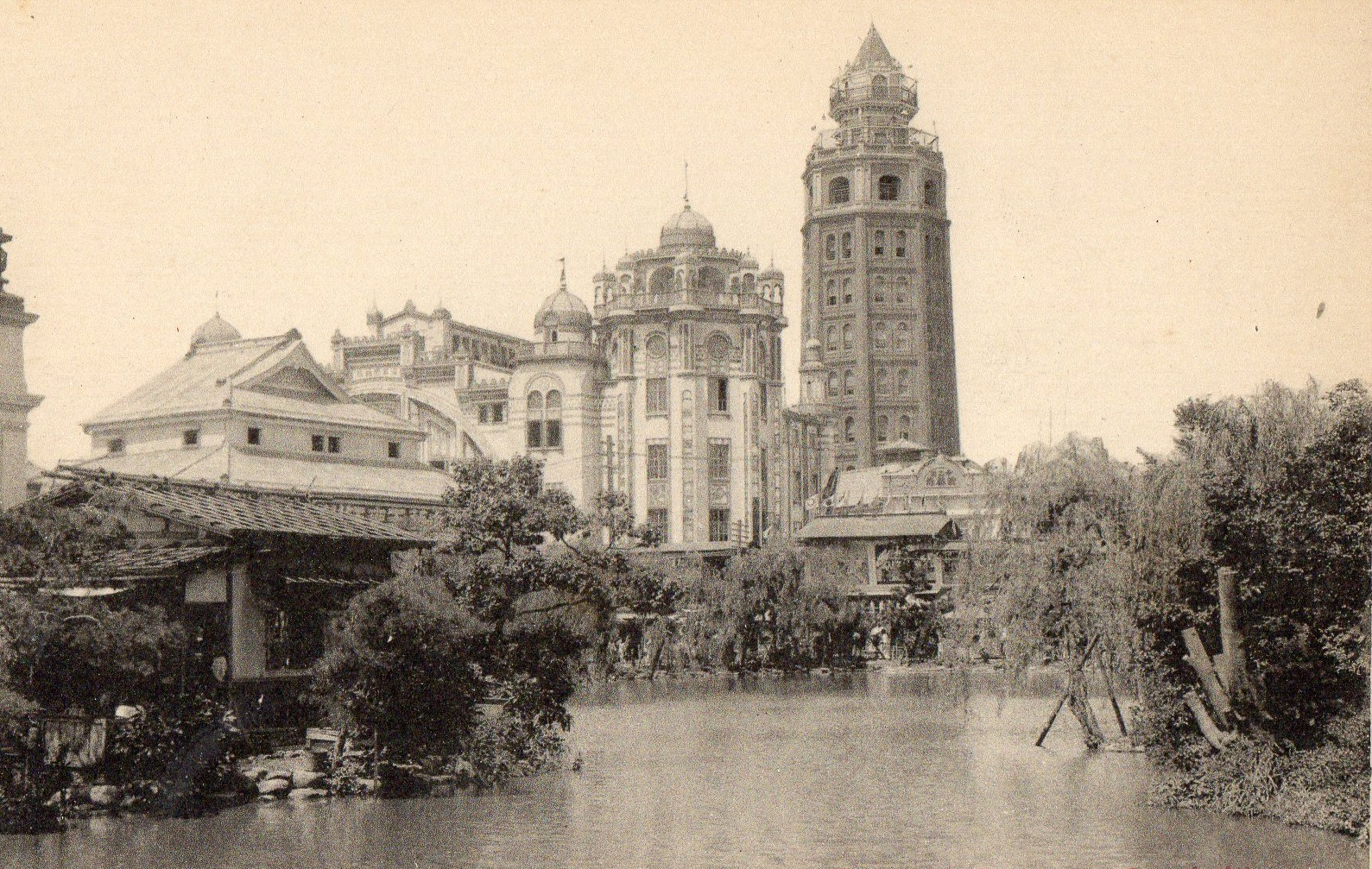
Ryōunkaku wie auf einer zeitgenössischen Postkarte abgebildet (vor 1923)
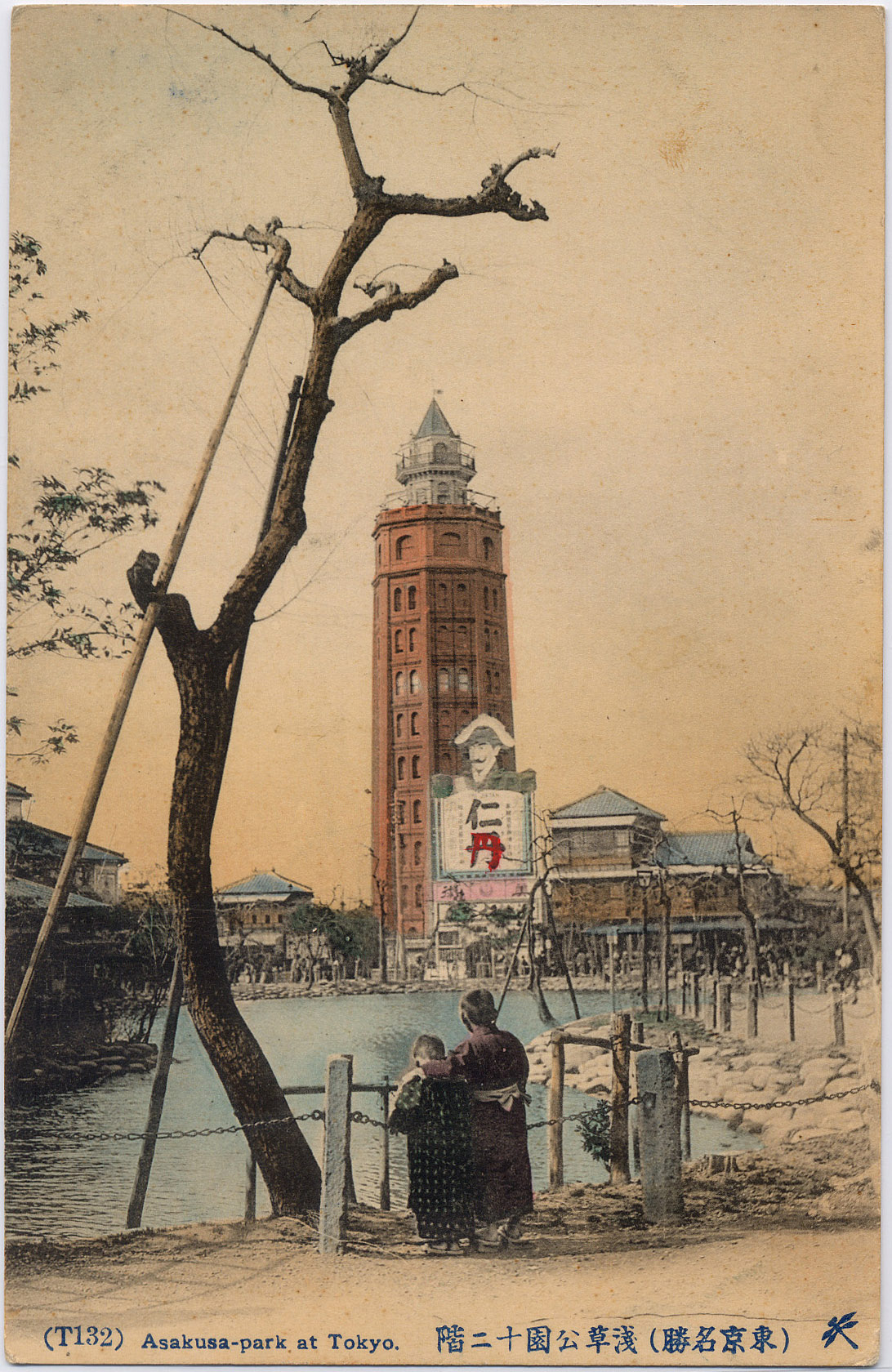
Ryōunkaku mit Jintan Plakatwand
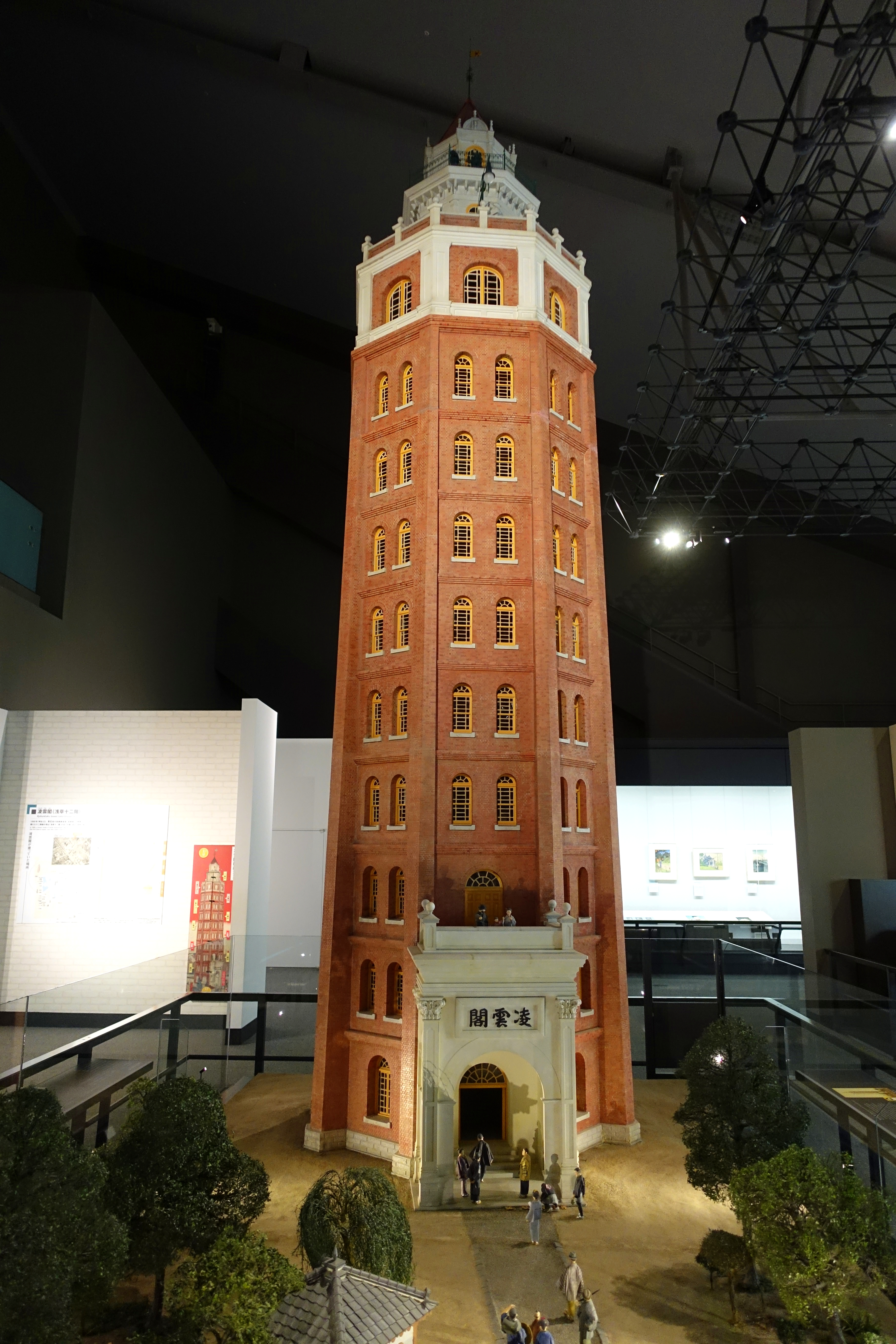
Architektonisches Modell des Turms im Edo-Tokyo-Museum
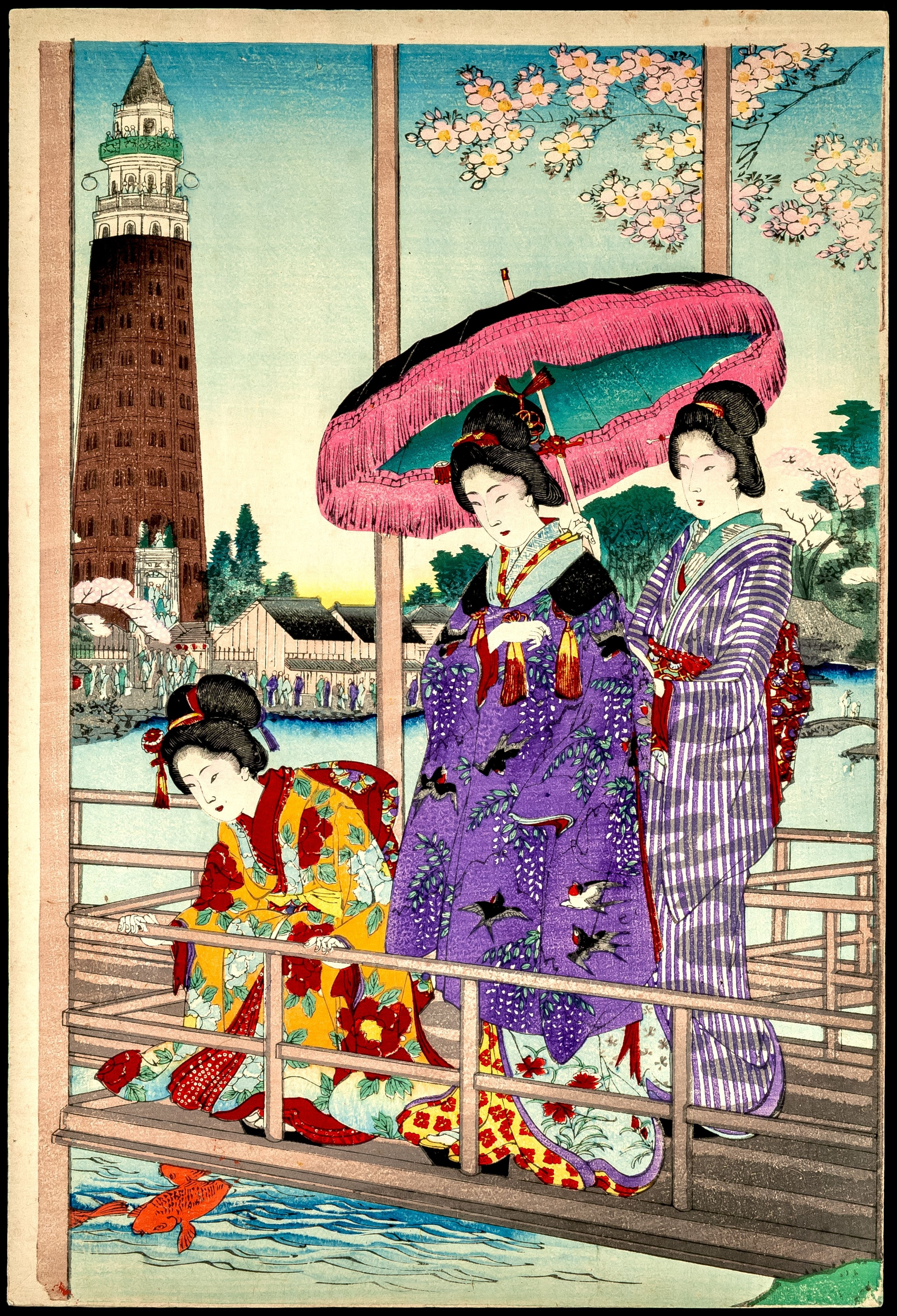
„Asakusa Park Tourist View“ von Yangzhou Shuyuan (1891)
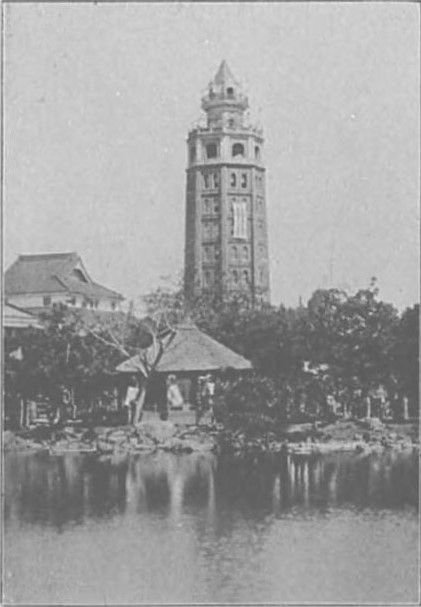
Ryōunkaku, Asakusa Park (1912)
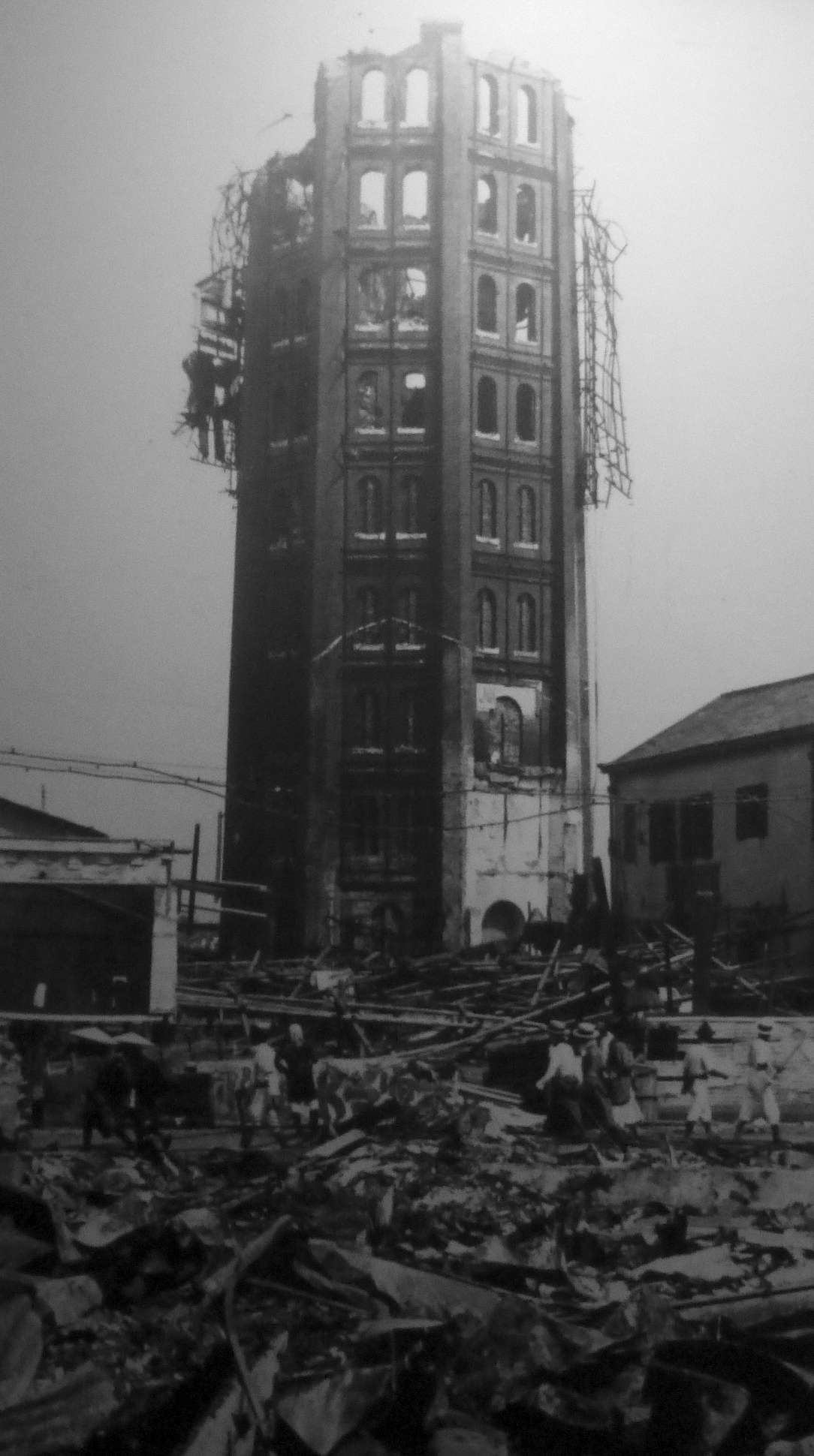
Nach dem Erdbeben von 1923